# Willard Ikola
Willard Ikola (Eveleth, Minnesota; 28 de julio de 1932 – 20 de enero de 2025) fue un jugador de hockey sobre hielo estadounidense que jugó en la posición de guardameta.

## Carrera
Ikola terminó invicto a nivel de secundarias y ganó tres títulos estatales de manera consecutiva (1948–1950). Al terminar su secundaria pasó a jugar en la International Hockey League con el Detroit Auto Club (1951–1952). Dos años después pasó a jugar en la National Collegiate Athletic Association con los Michigan Wolverines, con el que ganó dos veces el campeonato de la NCAA en 1952 y 1953.
Ikola al terminar la universidad se enroló en la Fuerza Aérea de los Estados Unidos. En 1955 Ikola se unió al equipo olímpico de Estados Unidos, con el que jugó en los Juegos Olímpicos de Invierno de 1956 en Cortina d'Ampezzo, Italia. Ikola ayudó a conseguir la medalla de plata, y junto a su excompañero en Míchigan John Matchefts, fueron los primeros integrantes de Michigan Wolverines en ser medallistas en los Juegos Olímpicos de Invierno, donde perdieron el partido por la medalla de oro ante Unión Soviética luego de haber eliminado a Canadá en la semifinal. En ese entonces apenas se estaba profesionalizando el hockey sobre hielo en Estados Unidos, por lo que el equipo olímpico estaba conformado principalmente por jugadores universitarios, mientras que Canadá y la Unión Soviética sí contaban con profesionales.
Luego de jugar con el equipo olímpico, Ikola se retiró del hockey en 1958, luego dejó su trabajo como instructor en la Fuerza Aérea en California luego de que el entrenador de Minnesota Golden Gophers, John Mariucci, recomendara a Ikola como entrenador de hockey y profesor de educación física en Edina-Morningside High School, siendo uno de los entrenadores de hockey sobre hielo más exitosos en la historia del nivel de secundaria.
En su carrera como entrenador, Ikola tuvo un récord de 616-149-38, siendo el tercero mejor de la nación y el segundo con más victorias en el estado de Minnesota. En sus 33 años de carrera (1958–91), Ikola ganó veintidós campeonatos de la Lake Conference, diecinueve títulos de su sección y ocho títulos estatales. En quince de sus temporadas sus equipos ganaron al menos veinte partidos (las temporadas eran de veinticinco o treinta partidos), y solo tuvo una temporada perdedora; la cual fue su primera como entrenador. En su carrera Ikola fue nombrado entrenador del año en Minnesota seis veces, y era famoso por usa un sombrero tipo houndstooth.
Luego de retirarse como entrenador en 1991pasó a ser scout para la NHL con los New York Islanders.

## Vida personal
Su hermano Roy también jugó hockey sobre hielo de guardameta.